# Isabelle de Sabran
 (septembre 2023).
Si vous disposez d'ouvrages ou d'articles de référence ou si vous connaissez des sites web de qualité traitant du thème abordé ici, merci de compléter l'article en donnant les références utiles à sa vérifiabilité et en les liant à la section « Notes et références ».
Isabelle de Sabran, née en 1297 et morte le 7 mai 1315, est une princesse de Majorque.
Elle est la fille d'Isnard de Sabran, seigneur d'Ansouis, et de Marguerite de Villehardouin.
Isabelle épouse Ferdinand de Majorque en 1314. Elle donne naissance au futur Jacques III de Majorque en 1315. Elle meurt quelques mois après avoir accouché.